# 函館體育館前停留場
函館體育館前停留場（日语：／ Hakodate-ariina-mae teiryūjō */?）是位於日本北海道函館市湯川町1丁目34番地先的函館市交通局（函館市電）湯之川線的鐵路車站。

## 歷史
- 1913年（大正2年） - 芦堀停留所開始營業。
- 1920年（大正9年） - 改稱為新世界前停留所。
- 日期不明 - 改稱為湯之川遊樂園前停留所。
- 日期不明 - 被廢除。
- 1983年（昭和58年）9月10日 - 以市民會館前停留所名義再次開始營業。
- 2015年（平成27年）7月 - 伴隨函館體育館開業，加上副名稱為市民會館前（函館體育館前）。
- 2016年（平成28年）3月1日 - 改稱為函館體育館前（市民會館前）停留所。

## 車站構造
- 函館體育館前站擁有2個月台（側式月台）、2條電車路線（相反方向）。
- 往五稜郭方向的月台為有蓋月台。
- 往湯之川方向的月台在2007年1月向湯之川方向延長1米。

## 車站周邊
- 北海道道83號函館南茅部線
- 函館市民會館
- 函館市民體育館
- 國立函館視力障礙中心
- 函館大學附屬斗南高等學校
- 函館喇沙學園
- 函館巴士「市民會館・函館體育館前」站

## 相鄰停留場
函館市交通局（函館市電）
湯之川線
湯之川溫泉（DY02）－函館體育場前（DY03）－駒場車庫前（DY04）

## 外部連結
- 車站情報 - 函館アリーナ前（市民会館前）（日文） （页面存档备份，存于）